# Dirk Boest Gips
Dirk Boest Gips (n. 30 iulie 1864, Dordrecht, Olanda de Sud, Țările de Jos – d. 11 noiembrie 1920, Haga, Olanda de Sud, Țările de Jos) a fost un trăgător de tir ce a reprezentat Regatul Țărilor de Jos, medaliat olimpic. A participat la o ediție a Jocurilor Olimpice (1900) în care a câștigat o medalie de bronz.

## Participări
Lista de mai jos prezintă principalele competiții la care a participat Dirk Boest Gips de-a lungul carierei.
- shooting at the 1900 Summer Olympics – men's 50 metre team pistol[*]